# Мордасово (Рязанская область)
Мордасово — деревня в Шиловском районе Рязанской области в составе Ерахтурского сельского поселения.

## Географическое положение
Деревня Мордасово расположена на Окско-Донской равнине на левом берегу реки Таловки в 57 км к северо-востоку от пгт Шилово. Расстояние от деревни до районного центра Шилово по автодороге — 70 км.
Деревня окружена крупными лесными массивами. К западу от нее расположены урочища Паника и Литвиновская Гора, к юго-востоку — карьер и урочище Крупино, к югу — урочища Муров-Листья и Горачева Речка. Ближайшие населенные пункты — село Рубецкое, деревни Макшеево и Ладышкино.

## Население
| 2010 |
| ---- |
| 0    |

По данным переписи населения 2010 г. численность постоянного населения деревни Мордасово не установлена.

## Происхождение названия
По мнению Н. Любомудрова, название деревни Мордасово свидетельствует о присутствии в этих местах финского населения. По версии михайловских краеведов И. Журкина и Б. Катагощина деревня получила свое название по фамилии землевладельца Мордасова.

## История
Деревня Мордасово впервые упоминается в окладных книгах за 1676 год, где в ней показано 
«двор помещиков, крестьянских 11 дворов, 5 дворов бобыльских».
К 1891 г. по данным И. В. Добролюбова, деревня Мордасово относилась к приходу Покровской церкви села Рубецкое и в ней насчитывалось 18 дворов.

## Транспорт
Деревня Мордасово расположена поблизости от автомобильной дороги регионального значения Р125: «Ряжск — Касимов — Нижний Новгород».